# Anders Lignell
Anders Lignell, född 11 februari 1787 på Bräcketorp i Edsleskogs socken, Älvsborgs län, död 13 april 1863 i Kila socken, Värmlands län, var en svensk präst och kulturhistoriker. 

## Biografi
Efter akademiska studier vid Lunds universitet prästvigdes Lignell 1809 i Karlstad och blev två år senare komminister i Örs socken. Efter att 1814 ha förordnats till vikarierande lärare i apologistklassen i Karlstad utnämndes han till ordinarie kollega 1816 samt blev konsistorienotarie i Karlstad 1818. Efter  pastoralexamen 1819 blev Lignell kyrkoherde i Kila socken i Värmland 1824 och utnämndes två år senare till kontraktsprost i Gillberga kontrakt. Han var riksdagsman i prästeståndet vid riksdagarna 1834–1835 och 1844–1845.
Mest känd är Lignell som dalslandshistoriker och han utgav 1851–1852 verket "Beskrifning öfver grefskapet Dal" (ny upplaga 1914–1916). Tillsammans med kollegorna Abraham Ahlqvist och Sven Peter Bexell utgav han 1835 Bidrag till svenska kyrkans och riksdagarnes historia ur Presteståndets archiv.
Lignell var son till komminister Anders Lignell och Juliana Wennersten samt svärfar till Evangeliska Fosterlands-Stiftelsens grundare Hans Jakob Lundborg. Han var vidare farfar till Ivar Lignell.
Anders Lignell är begravd på Kila kyrkogård i Värmland.

## Utmärkelser och hedersuppdrag
- Korresponderande ledamot av Kungliga Lantbruksakademien (1835)
- Ledamot av Det Kongelige Nordiske Oldskriftselskab i Köpenhamn  (1836)
- Ledamot av Svenska Fornskriftsällskapet (1844)
- Ledamot av Kungliga Samfundet för utgivande av handskrifter rörande Skandinaviens historia (1844)
- Korresponderande ledamot av Kungliga Vitterhets Historie och Antikvitets Akademien (1850)
- Ledamot av Samfundet Pro fide et Christianismo